# 801

## Nașteri
- Al-Kindi, om de știință arab (d. 873)

## Decese
- dată necunoscută: Rabi‘a al-Adawiyya  (n. ?)
- dată necunoscută: Ragnar Lodbrok  (n. ?)
- dată necunoscută: Symbatios (asociat)  (n. ?)
- dată necunoscută: Sergiu al II-lea de Neapole  (n. ?)
- dată necunoscută: Pandenulf de Capua  (n. ?)
- dată necunoscută: Constantin de Gaeta  (n. ?)
- dată necunoscută: Cezar de Neapole  (n. ?)